# Гофрайд II (король Дублина)
Гофрайд II (также Гофрайд Меранех и Гудрёд Крован; норв. Godred Crovan, др.‑ирл. Gofraid mac meic Arailt, Gofraid Méranech, мэн. Gorree Crovan; умер в 1095) — король Мэна (1079—1095) и Дублина (ок. 1091—1094), сын или племянник Ивара III (ум. 1054), короля Дублина (1038—1046). В фольклоре на острове Мэн известен как «король Орри».

## Биография

### Происхождение и первые годы
«Анналы Тигернаха», сообщая о смерти Гудрёда Крована, называют его Гофрайд мак мик Аральт или Гудрёд, сын сына Харальда. В результате было высказано предположение, что Гофрайд II был сыном и или племянником норвежского-гэльского короля Ивара (Имара) III, правившего в Дублине с 1038 по 1046 год, который, в свою очередь, был племянником Ситрика Шёлкобородого и внуком Олава (Анлава) Кварана из рода Уи Имар (дом Ивара).
«Хроники Мэна» называют Гофрайда II сыном Харальда Чёрного, короля Гебридских островов (1035—1040). В 1066 году Гофрайд II участвовал в неудачном походе норвежского конунга Харальда Сурового на Англию, в результате которого норвежское войско было разгромлено англосаксами в битве при Стамфорд-Бридже, а сам Харальд Сигурдссон убит. Гофрайд II нашел убежище у своего родственника Гофрайда мак Ситрика, короля Мэна. Гофрайд мак Ситрик признавал вассальную зависимость от королей Лейнстера в Ирландии. В 1070 году после смерти короля Мэна Гофрайда власть на острове взял в свои руки его сын Фингал (1070—1079).

### Вторжение на остров Мэн
В 1079 году «Хроники Мэна» сообщают о трех походах Гофрайда II на остров. Во время первого похода Гудрёд высадился на острове и вступил в бой с туземцами, но потерпел поражение и вынужден был спасаться бегством. Вторично он, собрав новые флот и войско, прибыл на остров и во второй раз был разбит мэнцами. Во время третьего похода Гофрайд II собрал более многочисленные силы и ночью высадился в порту Рамси, спрятав в засаде в лесу триста человек. Утром произошел новый бой, во время которого туземцы бросились в атаку на Гофрайда II. В самый разгар сражения 300 воинов, укрывшиеся в лесу, внезапно ударили в тыл противнику и нанесли поражение островитянам. Таким образом, Гофрайд II завоевал и подчинил своей власти остров Мэн.

### Завоевание и потеря Дублина
«Хроники Мэна» и ирландские источники сообщают, что Гофрайд II позднее захватил Дублин в Ирландии, хотя дата взятия города неизвестна. В 1087 году «Анналы Ульстера» передают, что «внуки Рагналла» были убиты во время экспедиции на остров Мэн. В 1094 году король Мунстера Муйрхертах Уа Бриайн захватил Дублин и изгнал оттуда местного короля Гофрайда II. В следующем 1095 году Гофрайд II, согласно данным «Анналов четырёх мастеров», скончался от чумы на острове Айлей. Муйрхертах Уа Бриайн назначил королём Дублина своего сына Домналла (1094—1102, 1103—1118)
Согласно местной традиции, могила Гофрайда II на острове находится под стоящим менгиром, расположенном в районе современного посёлка Кинта.

### Семья
Гофрайд II оставил после себя трёх сыновей: Легманна, Харальда и Олафа. После смерти отца власть над Мэном и Гебридами унаследовал его старший сын Легманн Гудрёдссон (1095—1098, 1103—1110). Его второй брат Харальд поднял восстание, но потерпел поражение, был ослеплен и оскоплен. В 1098—1099 годах король Норвегии Магнус III Голоногий захватил и подчинил своей власти Оркнейские острова, Гебриды и остров Мэн. Легманн и его младший брат Олаф были арестованы по приказу Магнуса, а местное население принесло присягу ему на верность. Ярлом Оркнейских островов, королём Мэна и Гебридских островов был провозглашен Сигурд I Крестоносец (1089—1130), второй сын Магнуса Голоногого. В 1103 году после гибели Магнуса Голоногого в Ирландии Сигурд Крестоносец вернулся в Норвегию, где занял отцовский престол.
Олаф I Гудрёдссон управлял Мэном и Гебридскими островами с 1112 по 1153 год, когда он скончался. Его потомки были королями Мэна и Островов с перерывами до 1265 года.